# Anson (Maine)
Anson is een New England town in de Amerikaanse staat Maine, en valt bestuurlijk gezien onder Somerset County. Bij de volkstelling in 2000 werd het aantal inwoners vastgesteld op 2583.
De town Anson omvat de dorpen Anson en North Anson.

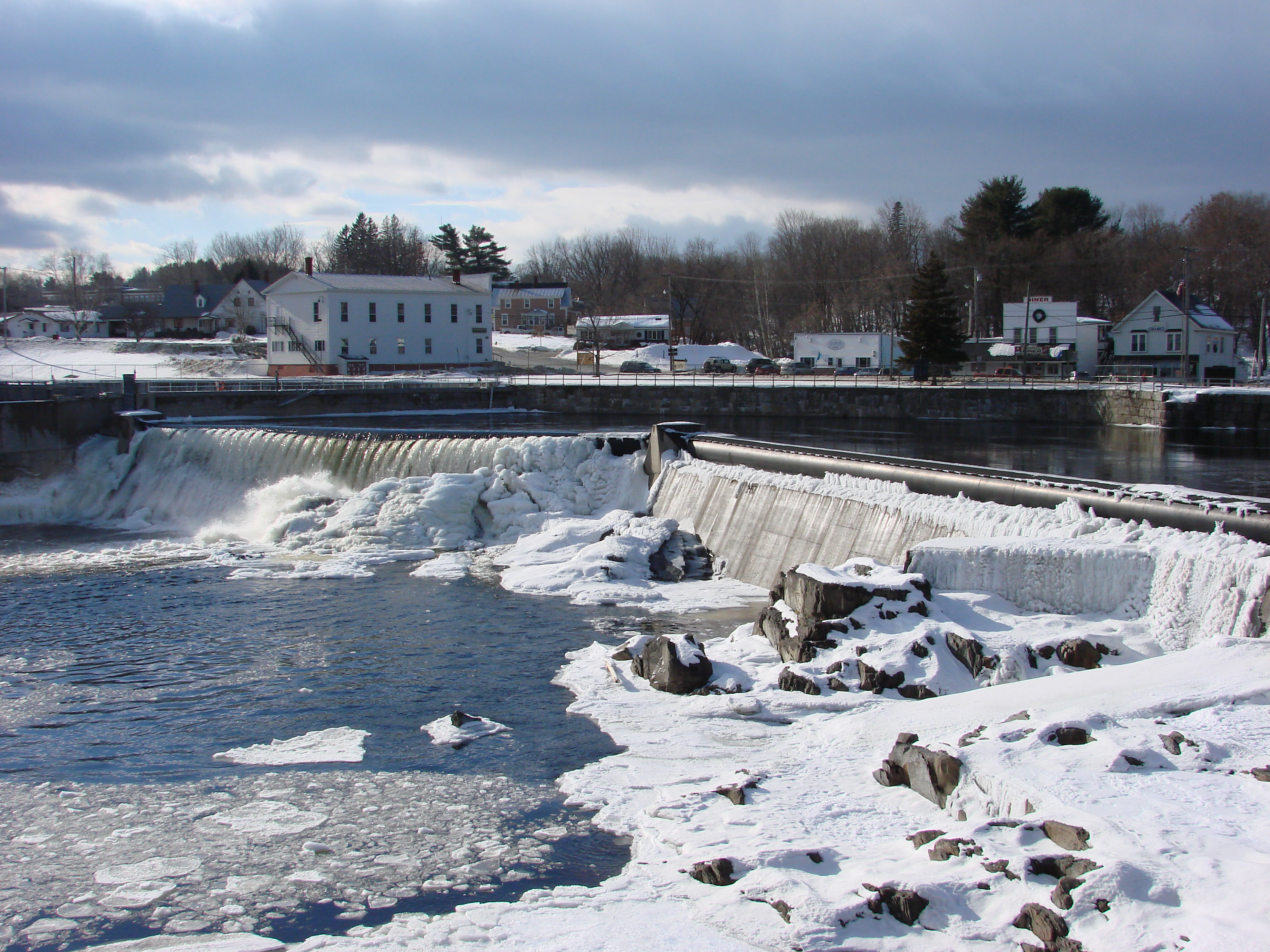
Waterval bij Anson, met gemeentehuis op de achtergrond

## Plaatsen in de nabije omgeving
De onderstaande figuur toont nabijgelegen plaatsen in een straal van 32 km rond Anson.